# Бёттингер, Карл Конрад
Карл Конрад Бёттингер (нем. Carl Conrad Boettinger; 1851 — 1901) — немецкий химик.
Окончил Тюбингенский университет (1873). В 1880—1881 гг. работал в Мюнхене под руководством Адольфа Байера, затем в собственной лаборатории в Дармштадте.
Опубликовал ряд работ по разным вопросам органической химии, в том числе связанных с изучением таннина, глиоксилата натрия. Сообщил (1901) о выделении им из виноградных листьев углевода, названного им рацефолоксобиоза (нем. Racefoloxybiose); это открытие не было подтверждено дальнейшими исследованиями.